# Сукумар Рай
Сукумар Рай (бенг. সুকুমার রায় ,англ. Sukumar Ray, 30 жовтня 1887, Калькутта, Британська Індія — 10 вересня 1923, там само) — індійський письменник, класик літератури мовою бенгалі, фотограф і майстер літографії. Писав фантастичні, гумористичні та дитячі вірші, оповідання, п'єси. Найбільш відомий як індійський піонер літератури абсурду, завдяки чому його називають «індійським Льюїсом Керролом».
Його праці — збірка дитячих віршів «Абол-Табол» (бенг. আবোলতাবোল, «Нісенітниця»), роман «ХаДжаБаЛаРа» (бенг. হযবরল), збірка оповідань «Пагла Дашу» (бенг. পাগলা দাশু, «Чокнутий Дашу») та п'єса «Чалачітта-чанчарі» (бенг. চলচিত্তচঞ্চরী) вважаються класикою дитячої літератури на бенгалі. Він досі залишається одним із найпопулярніших дитячих письменників як у штаті Західний Бенгал, так і в Бангладеш.

## Біографія
Сукумар Рай народився в сім'ї письменника дитячих оповідань Упендракішора Рая (Рай Чоудхурі). Його батько також писав пісні, був ілюстратором та художником, захоплювався астрономією. Сім'я грала важливу роль у релігійному русі Брахмо Самадж . Серед друзів сім'ї були енциклопедист Джагдіш Чандра Бос і Рабіндранат Тагор, який вплинув на становлення Сукумара.
У 1906 році Сукумар закінчив з відзнакою калькутський Президенсі-коледж за спеціальністю «фізика та хімія», потім вивчав фотографію та літографію в Англії. Його дослідження в галузі друку напівтонів за допомогою літографії публікувалися в британських наукових журналах, в Англії він також читав лекції про поезію Рабіндраната Тагора. Після повернення він став піонером фотографії та фотодруку в Індії.
Потім його батько відкрив друкарню та почав видавати дитячий журнал. Сукумар поїхав до Англії вивчати видавничу справу. Незабаром після його повернення батько помер, і наступні вісім років Сукумар займався друкарнею і виданням дитячого журналу. Він також очолив молодіжне, відновлене крило Брахмо Самадж.
Сукумар Рай раптово помер у розквіті сил через епідемію лейшманіозу, який тоді не вміли лікувати.
Єдиний син Сукумара, Сатьяджит Рай, став відомим індійським кінематографістом.